# Johan Hagemeyer
Johan Hagemeyer (ur. 1 czerwca 1884 w Amsterdamie, zm. 1962 w Berkeley w Kalifornii) – ogrodnik i wegetarianin pochodzenia holenderskiego, znany głównie jako fotograf i artysta.
Jeszcze w Holandii z upodobaniem wykonywał zdjęcia. W 1911 roku jego rodzina emigrowała do Kalifornii, aby uprawiać drzewa owocowe. Sam Hagemeyer miał dyplom z pomologii (dziedzina wiedzy związana z uprawą owoców). W 1916 Johan Hagemeyer spotkał fotografa Alfreda Stieglitza, który przekonał go, aby poświęcił się dopiero rozwijającej się w tamtych latach fotografii artystycznej. W 1917 roku Hagemeyer przeniósł się do San Francisco, gdzie w 1923 otworzył studio portretowe. Rok później zbudował również letnie studio fotograficzne w Carmel-by-the-Sea w Kalifornii, które wkrótce stało się mekką artystów i fotografów. Właśnie tam Holender poznał Edwarda Westona, który zachęcił go do rozwijania kariery fotograficznej. Niedługo potem Hagemeyer stworzył swój własny, unikatowy styl i od lat 20., poprzez 40. fotografował między innymi postaci takie jak Albert Einstein oraz Salvador Dalí. Wkrótce jego znajomość z Westonem oziębiła się, z powodu różnego spojrzenia na świat fotografii- Hagemeyer niejednokrotnie retuszował lub przerabiał swoje zdjęcia, odchodząc od klasycznej idei fotografii, co kłóciło się z przekonaniami jego wcześniejszego promotora. Twierdził, że „interesuje go współczesność i wierzy, że powinien żyć we własnych czasach- dostrzegając codzienne piękno zamiast hołubić przeszłość”. Kiedy Weston wraz z Anselem Adamsem i innymi prekursorami fotografii zakładał grupę artystyczną f/64 poświęconą czystej, niezmanipulowanej fotografii, Hagemeyer nie dołączył do ruchu. Być może z powodu swojej determinacji, aby podążać własną ścieżką, lub przez to, że jego styl nie był w pełni doceniany, Johan nigdy nie zdobył sławy porównywalnej do osiągnięć jego poprzedników. W 1947 roku wyjechał z Carmel, by wrócić na stałe do San Francisco. Zmarł w wieku 78 lat.
Kolekcja Johana Hagemeyera w Bibliotece Bancroft na Uniwersytecie Kalifornijskim składa się z około 6785 odbitek oraz negatywów, które w momencie śmierci artysty stworzyły jego osobiste archiwum.